# NGC 5939
NGC 5939 је спирална галаксија у сазвежђу Мали медвед која се налази на NGC листи објеката дубоког неба.
Деклинација објекта је + 68° 43' 47" а ректасцензија 15h 24m 45,8s. Привидна величина (магнитуда) објекта NGC 5939 износи 13,1 а фотографска магнитуда 13,9. NGC 5939 је још познат и под ознакама UGC 9854, MCG 12-15-7, CGCG 338-8, IRAS 15244+6854, PGC 55022.